# Simon Tischer
Pour les articles homonymes, voir Tischer.
Simon Tischer est un joueur allemand de volley-ball né le 24 avril 1982 à Schwäbisch Gmünd (arrondissement d'Ostalb, dans le Land de Bade-Wurtemberg). Il mesure 1,94 m et joue passeur. Il totalise 210 sélections en équipe d'Allemagne.

## Clubs
| Club                  | De        | À         |
| --------------------- | --------- | --------- |
| MAOAM Mendig          | 2003-2004 | 2003-2004 |
| VfB Friedrichshafen   | 2004-2005 | 2006-2007 |
| Iraklis Salonique     | 2007-2008 | 2008-2009 |
| Olympiakos Le Pirée   | 2009-2010 | 2009-2010 |
| Ziraat Bankası Ankara | 2010-2011 | 2010-2011 |
| Dinamo Krasnodar      | 2011-2012 | 2011-2012 |
| Jastrzębski Węgiel    | 2012-2013 | 2012-2013 |
| ASUL Lyon             | 2013-2014 | 2013-2014 |
| VfB Friedrichshafen   | 2014-2015 | 2017-2018 |

## Palmarès
- Ligue des champions (1)
  - Vainqueur : 2007
  - Finaliste : 2009
- Championnat d'Allemagne (4)
  - Vainqueur : 2005, 2006, 2007, 2015
  - Finaliste : 2016, 2017, 2018
- Coupe d'Allemagne (6)
  - Vainqueur : 2005, 2006, 2007, 2015, 2017, 2018
- Championnat de Grèce (2)
  - Vainqueur : 2008, 2010
- Coupe de Grèce
  - Finaliste : 2010
- Supercoupe de Grèce (2)
  - Vainqueur : 2007, 2008
- Supercoupe de Turquie (1)
  - Vainqueur : 2010
- Supercoupe d'Allemagne (2)
  - Vainqueur : 2016, 2017